# Американска фондова борса
Американската Фондова Борса (на английски: American Stock Exchange, AMEX) е сред най-големите регионални борси в САЩ, разположена в Ню Йорк.
Поставя началото си през 1911 г., когато нюйоркските улични търговци на акции се обединяват в асоциацията New York Curb Market Association. През 1953 г. получава сегашното си име.
След краха на пазара през 1987 г. борсата създава по-строги правила за търговия, вдигайки нивото на борсовия марж (инструмента за гаранционно обезпечаване при търгове) и установявайки максимално допустимо ниво за падане цените на акциите, след което търговете се прекратяват.
В началото на 1990-те години AMEX първа в света въвежда система за електронни търгове с използване на безпроводни терминали.
През 2008 г. борсата е купена от NYSE (NYSE Euronext Completes Acquisition of American Stock Exchange), като през 2004 г. участниците в AMEX купуват площадката и остават и до днешен ден акционери.
- Обем на търговете: $608,091 млрд. (2005)
- Листинг: 814 компании (2006)
- Капитализация: $82,66 млрд. (2006)
- Печалба: $89 млн. (2004)

Основен индекс: XAX (Amex Composite) – отразява състоянието на акциите и депозитарните разписки (ADR) на всички компании на борсата.
Други индекси:
- Amex Gold BUGS Index – обединява акциите на златодобивните компании.
- Amex Oil Index – обединява акциите на нефтените компании.

## Събития
През 1950-те години борсата премина през ред скандали, свързани с ценови манипулации и търговия с нерегистрирани акции. През 197 г. AMEX е сравнима с Нюйоркската фондова борса (NYSE) по листване, но с появата на електронната борса NASDAQ от AMEX започна отток на компании. Кризата продължава около 10 години, докато не започва търговия с държавни облигации, опции и други деривати и листване на чуждестранни компании.